# Reinette Biggs
Reinette „Oonsie“ Biggs (* 1979 in Windhoek, Namibia) ist eine südafrikanische Ökologin und Erdsystemwissenschaftlerin. Sie forscht am Centre for Studies in Complexity an der Stellenbosch University.

## Ausbildung
Biggs studierte an der University of South Africa Geografie (BSc) und an der University of Natal Angewandte Umweltwissenschaften (BScHons). Anschließend absolvierte sie ein Masterstudium in Umweltwissenschaften an der University of the Witwatersrand und promovierte 2008 an der University of Wisconsin-Madison über Limnologie und Meereskunde.

## Wirken
Biggs’ Forschung befasst sich mit Regimewechseln, d. h. großen, abrupten, langanhaltenden Veränderungen mit dramatischen Auswirkungen auf sozioökologische Systeme wie Volkswirtschaften und Gesellschaften. Sie befasst sich mit der Resilienz solcher Systeme und Kippelementen, die zu Systemveränderungen führen.
Biggs gehörte 2015 zu jenen Wissenschaftlerinnen, deren Beitrag über planetare Grenzen in der Fachzeitschrift Science weltweit für Aufmerksamkeit sorgte.

## Veröffentlichungen (Auswahl)
- Reinette Biggs, Stephen R. Carpenter, William A. Brock: Turning back from the brink: Detecting an impending regime shift in time to avert it. In: Proceedings of the National Academy of Sciences. 106(3), 2009, S. 826–831, doi:10.1073/pnas.0811729106.
- Henrique M. Pereira, Paul W. Leadley, Vânia Proença, Rob Alkemade, Jörn P. W. Scharlemann, Juan F. Fernandez-Manjarrés, Miguel B. Araújo, Patricia Balvanera, Reinette Biggs, William W. L. Cheung, Louise Chini, H. David Cooper, Eric L. Gilman, Sylvie Guénette, George C. Hurtt, Henry P. Huntington, Georgina M. Mace, Thierry Oberdorff, Carmen Revenga, Patrícia Rodrigues, Robert J. Scholes, Ussif Rashid Sumaila, Matt Walpole: Scenarios for Global Biodiversity in the 21st Century. In: Science. 330(6010), 2010, S. 1496–1501, doi:10.1126/science.1196624.
- Will Steffen, Katherine Richardson, Johan Rockström, Sarah E. Cornell, Ingo Fetzer, Elena M. Bennett, Reinette Biggs, Stephen R. Carpenter, Wim de Vries, Cynthia A. de Wit, Carl Folke, Dieter Gerten, Jens Heinke, Georgina M. Mace, Linn M. Persson, Veerabhadran Ramanathan, Belinda Reyers, Sverker Sörlin: Planetary boundaries: Guiding human development on a changing planet. In: Science. 347(6223), 2015, S. 1259855, doi:10.1126/science.1259855.